# یواس‌اس گراتیا (ای‌کی‌اس-۱۱)
یواس‌اس گراتیا (ای‌کی‌اس-۱۱) (به انگلیسی: USS Gratia (AKS-11)) یک کشتی بود که طول آن ۴۴۱ فوت ۷ اینچ (۱۳۴٫۵۹ متر) بود. این کشتی در سال ۱۹۴۴ ساخته شد.